# Fernand Besnier
Fernand Besnier (27 de março de 1894 — 7 de fevereiro de 1977) foi um ciclista francês. Ele terminou em último lugar no Tour de France 1925.